# انجمن اسلامی معلمان ایران

انجمن اسلامی معلمان ایران در ابتدای سال ۱۳۵۶ توسط یک سری معلمین انقلابی که با هسته اولیه رجایی و باهنر و دکتر محمد حسین بهشتی ایجاد گردید و در سال ۱۳۷۰ که به ثبت وزارت کشور رسید هیئت مؤسس آن شامل:
1. مرتضی کتیرایی
2. اصغر نوروزی
3. عباس دوزدوزانی
4. یدالله حاجی علی اکبری
5. حسین مظفر
6. غلامعلی اصغریان

ثبت گردید.
از کارهای مهم این انجمن انتخاب افراد نمونه در سطح کشور در زمینه استادی استاد یاری معلمی و…
می‌باشد..